# Ла-5
Ла-5 (ЛаГГ-5) — радянський одномоторний літак-винищувач періоду Другої світової війни. Розроблений ОКБ-21 під керуванням Семена Олексійовича Лавочкіна. Був одним з наймасовіших радянських винищувачів воєнного періоду. Всього було побудовано майже 10 тисяч літаків.

## Історія створення
Ла-5, а до вересня 1942 року — ЛаГГ-5, є модифікацією серійного винищувача ЛаГГ-3 під зіркоподібний двигун повітряного охолодження АШ-82. Модернізація не значно вплинула на розміри і конструкцію літака (хоча надалі фюзеляж був перероблений). Посилене було і озброєння — замість однієї гармати, як на ЛаГГ-3, на новому варіанті, були встановлені дві 20-мм гармати ШВАК. Як і ЛаГГ-3, ЛаГГ-5 виконувався з дерев'яним каркасом з матер'яною обшивкою і дерев'яними лонжеронами крила.
У зв'язку з рішенням Державного комітету оборони про зняття ЛаГГ-3 з виробництва і передачу заводів, на яких він випускався, в розпорядження КБ Яковлєва для організації на них виробництва винищувачів Як, ситуація для КБ Лавочкіна складалася критично. Однак, заступник Лавочкіна С. М. Алексєєв зумів в стислий час, без розрахунків і креслень, зробити дослідний екземпляр літака. 21 березня 1942 року, за кілька днів до відправки КБ Лавочкіна у Тбілісі льотчик-випробувач Василь Міщенко підняв у повітря прототип ЛаГГ-5. А 20 травня було ухвалене рішення про початок серійного виробництва ЛаГГ-3 з мотором М-82 під позначенням ЛАГГ-5 на заводі № 21 в Горькому. Перші серійні літаки стали сходити з конвеєра в липні 1942 року. 8 вересня 1942 року наказом Наркомату авіаційної промисловості № 683 винищувач ЛаГГ-5 був перейменований на Ла-5.
Вже у вересні 1942 року винищувальні авіаполки, оснащені літаками Ла-5, брали участь у битві під Сталінградом і домоглися значних успіхів. Бої показали, що новий радянський винищувач має серйозні переваги над літаками противника такого ж класу. Його швидкість — 613 км/год при високій маневреності була вище швидкості найкращих німецьких винищувачів. Крім того, його проста конструкція, відсутність необхідності в складному технічному обслуговуванні та невимогливість до злітних полів робили його ідеальним для тих умов, в яких доводилося діяти частинам ВПС РСЧА. Протягом 1942 року було випущено 1129 винищувачів ЛаГГ-5/Ла-5.
До позитивних технічних характеристик літака можна віднести великі швидкості горизонтального польоту, непогану швидкопідйомність, добру маневреність на вертикалях. Двигун повітряного охолодження мав більшу живучість, ніж мотор рідинного охолодження, і одночасно був своєрідним захистом льотчика від вогню з передньої півсфери. Льотчики, що літали на Ла-5, використовували цю властивість в лобових атаках, нав'язуючи противнику вигідну для себе тактику бою.

## Модифікації

### Ла-5Ф
На початку 1943 року на Ла-5 стали ставити форсований двигун М-82Ф. Потужність його в порівнянні з М-82 не змінилася, але завдяки здійсненим доопрацюванням 10-хвилинний форсажний режим М-82 став для М-82Ф номінальним. Це підвищило боєздатність Ла-5, так як дозволяло вести бій на невеликих висотах на підвищеному за потужністю режимі роботи двигуна. Незабаром на цьому винищувачі ліхтар кабіни льотчика стали виконувати з поліпшеним оглядом як передньої, так і задньої півсфери. Для захисту льотчика ліхтар обладнувався переднім і заднім бронесклом. Винищувач Ла-5Ф випускався до весни 1944 року і був наймасовішим в 1943 році в порівнянні з іншими варіантами Ла-5.
Існує легенда, що своїм виникненням модель Ла-5Ф зобов'язана безпосередньому втручанню Сталіна. Начебто, незадоволений характеристиками двигуна АШ-82, він поцікавився часом його роботи на режимі форсажу. Розробники двигуна в своїх оцінках обмежилися кількома хвилинами. Тоді, за наказом Сталіна, один з двигунів запустили в режимі форсажу до моменту повного виходу з ладу. Виявилося, що моторесурс в цьому стані становив понад 50 годин, що було більш ніж достатнім для бойового винищувача.

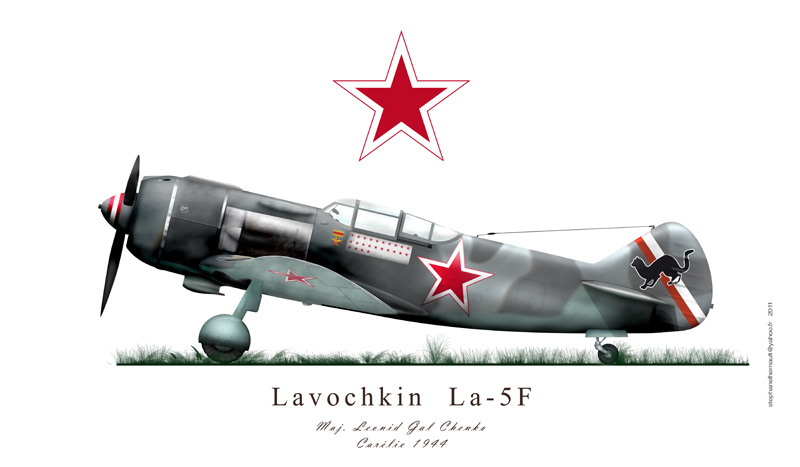
Ла-5Ф

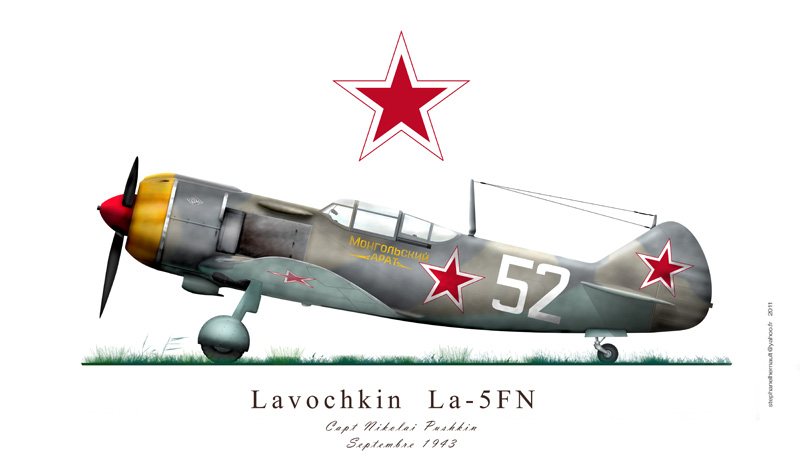
Ла-5ФН

### Ла-5ФН
Наприкінці 1942 року моторобудівники створили модифікацію двигуна М-82 з безпосереднім уприскуванням палива в циліндри, який отримав позначення М-82НВ. Він мав підвищену в порівнянні з М-82 потужність. У грудні 1942 року цей двигун успішно пройшов льотні випробування на винищувачі Ла-5, а незабаром був створений відомий згодом двигун М-82ФН (мав спочатку позначення М-82ФНВ) також з безпосереднім уприскуванням палива в циліндри. За основними показниками він виявився дуже вдалим і мав підвищену надійність.
Під цей двигун був розроблений новий варіант літака Ла-5, в якому конструктори реалізували майже всі рекомендації ЦАГІ щодо поліпшення його аеродинаміки, зменшили вагу завдяки заміні дерев'яних лонжеронів крила металевими, а також за рахунок інших змін в конструкції літака, вдосконалили систему вихлопу та ін. Комплекс проведених заходів дав відмінні результати. На заводських випробуваннях в березні 1943 року дослідний Ла-5ФН при вазі 3158 кг досяг максимальної швидкості на висоті 650 км/год, біля землі на форсажі — 598 км/год, набір висоти 5 км займав всього 4,7 хвилини. Озброєння Ла-5ФН аналогічне озброєнню Ла-5Ф — дві гармати ШВАК з боєзапасом по 200 снарядів на гармату. Перезарядження гармат здійснювалася за допомогою пневматики або механічно. У 1943 році Ла-5ФН за комплексом льотних характеристик став найсильнішим серійним радянським винищувачем повітряного бою.

### Ла-5УТІ
Двомісний навчально-тренувальний винищувач Ла-5УТІ був розроблений влітку 1943 року на основі конструкції літака Ла-5Ф. Кабіна другого пілота (льотчика-інструктора) обладнана на місці радіовідсіку літака-прототипа. Ла-5УТІ мав подвійне управління, управління з першої кабіни автоматично вимикалося у разі, якщо пілотувати літак з другої кабіни починав інструктор. Довжина фюзеляжу Ла-5УТІ в порівнянні з довжиною фюзеляжу Ла-5Ф не змінилася, двомісна машина оснащувалася двигуном АШ-82. Доведення Ла-5УТІ дещо затягнулася, і він став надходити в стройові частини і запасні авіаполки тільки у 1944 році. Через це і побудували їх не багато. Ла-5УТІ став стандартним літаком для підготовки до польотів на винищувачах Ла-5 і Ла-7.

### Дослідні модифікації
- Ла-5 М-71 — літак з альтернативною силовою установкою АШ-71Ф. Двигун являв собою подвійну зірку повітряного охолодження і мав потужність 2200 к. с. (на 350 к. с. більше, ніж АШ-82ФН). Встановлення перспективного двигуна могла різко поліпшити характеристики Ла-5. Літак з новим двигуном здійснив перший політ 28 квітня 1943 року. Не був запущений в серійне виробництво через хронічну ненадійність двигуна АШ-71Ф.
- Ла-5 206. У 1943 році була виконана серія продувок Ла-5 в натурній аеродинамічній трубі ЦАГІ. Продувки показали, що навіть незначні поліпшення аеродинаміки можуть значно покращити характеристики літака. За результатами цих випробувань був перероблений серійний літак з номером 39210206, саме він став відомий як Ла-5 206. Літак проходив льотні випробування в кінці 1943 — початку 1944 років. Однак в конструкцію серійних Ла-5 зміни внесені не були, отримані результати були повністю використані при розробці Ла-7.